# West Aisle Ridge
West Aisle Ridge är en bergstopp i Antarktis. Den ligger i Östantarktis. Nya Zeeland gör anspråk på området. Toppen på West Aisle Ridge är 1 621 meter över havet.
Terrängen runt West Aisle Ridge är kuperad åt sydost, men åt nordväst är den bergig. Trakten är obefolkad. Det finns inga samhällen i närheten. 